# پارسی‌جو
جستجو گر ایرانی پارسی جو یک موتور جستجوی مستقل فارسی بود و به عنوان جستجوگر بومی در کشور ایران فعالیت می‌کرد.فاز تحقیقاتی این جستجوگر در سال ۱۳۸۷ تکمیل و نسخه اول آن در سال ۱۳۸۹ با پوشش یک میلیون صفحه بر روی وب قرار گرفت. نسخه پنجم این موتور جستجو با نمایه‌ سازی بیش از یک و نیم میلیارد صفحه و ارائهٔ بیش از ۱۵ سرویس متنوع و کاربردی فعال می‌کرد.

## تاریخچه
مرحله مطالعه این پروژه در سال 2005 شروع شد. و نخستین نسخه پارسی جو در سال ۲۰۱۵ و فقط با یک سرویس در وب منتشر شد: جستجوی وب.
اما اکنون ، این خدمات بیش از خدمات مختلف آنلاین است که در حال حاضر در نسخه پنجم اجرا می شوند  (شامل خدمات تصویر ، موسیقی و خبر). طراحی پارسی جو در درجه اول بر اساس زبان و فرهنگ فارسی است.
جستجوی سریع و دقیق در میان صفحات فارسی. میان آهنگ ها ، آهنگ های موسیقی و فایل های صوتی و پخش مستقیم و بارگیری باهوش ترین ایرانی سرویس جستجوی اخبار که بیش از ۶۰ وب سایت خبری را دارا میباشد و اخبار را با دسته بندی هوشمند و طبقه بندی شده در اختیار کاربران قرار داده است.  
سرویس بازار محصولات مختلف از بیش از ۲۰ وب سایت معتبر خرید آنلاین و مشخصات محصول را داره میباشد . (قیمت ، موجودی ، ویژگی ها) و همچنین صفحه خرید نهایی مستقیماً از طریق جستجو در اختیار کاربر قرار می گیرد.  
سرویس نقشه پارسی جو به عنوان نخستین و تخصصی ترین سرویس نقشه بومی در ایران شناخته می شود. سرویس نقشه پارسی جو دارای ویژگی های مهمی از جمله پوشش گسترده ، جزئیات دقیق ، توانایی  ترسیم ، ویرایش ، ثبت مکان (افزودن مکان) ، نقشه برداری منحصر به فرد ، لایه های مختلف اطلاعات و بروزرسانی های متعدد در بازه های زمانی کوتاه است. در حال حاضر حدود ۶۵۰ شهر ایران با پوشش ۸۰٪ با بیش از ۵۳۰ لایه اطلاعات وجود دارد. 
بارگیری  سرویس بارگیری برخی از فایلهای مختلف بارگیری شده (نرم افزار ، برنامه های اندروید ، کتاب ، فیلم ، انیمیشن و غیره) را جستجو کرده است. بیش از ۲۰ وب سایت بارگیری معتبر و مجاز ، و سپس فایلهای نهایی مستقیماً از طریق جستجو در اختیار کاربر قرار می گیرند. توانایی طبقه بندی و گروه بندی و همچنین حذف موارد تکراری در این سرویس است. 
خدمات ارزش افزوده اشتغال آنلاین و سرویس استخدام فرصت های شغلی را از طریق وب سایت های معتبر جستجو کرده و به کاربران امکان جستجو و نمایش بیشترین نتایج را می دهد.  قیمت برخی از موارد شاخص (به عنوان مثال ، ارز ، سکه ، بورس سهام). پارسی جو شاخه نخستین و تنها تحلیلگر صفحات وب فارسی است. این اطلاعات کمی و کیفی در مورد وضعیت صفحات وب فارسی در وب فارسی فراهم می کند.

## نحوه عملکرد
موتور جستجوگر پارسی جو بصورت مستقل عمل میکند و امتیاز ۲.۷ را با نظر مردم برای خود اختصاص داده است.

## خارج شدن از دسترس
این سامانه از ابتدای مرداد ماه ۱۴۰۱ دیگر در دسترس نمی باشد.